# Protoptila arca
Protoptila arca là một loài Trichoptera trong họ Glossosomatidae. Chúng phân bố ở miền Tân bắc.